# DCST1
DCST1 (англ. DC-STAMP domain containing 1) – білок, який кодується однойменним геном, розташованим у людей на 1-й хромосомі. Довжина поліпептидного ланцюга білка становить 706 амінокислот, а молекулярна маса — 80 712.
| 10         |  | 20         |  | 30         |  | 40         |  | 50         |
| ---------- |  | ---------- |  | ---------- |  | ---------- |  | ---------- |
| MDIKHHQNGT |  | RGQRRKQPHT |  | TVQRLLTWGL |  | PVSCSWFLWR |  | QPGEFPVTAL |
| LLGAGAGGLL |  | AIGLFQLLVN |  | PMNIYEEQKI |  | MFLYSLVGLG |  | AMGWGTSPHI |
| RCASLLLVPK |  | MLGKEGRLFV |  | LGYALAAIYV |  | GPVANLRHNL |  | NNVIASLGCT |
| VELQINNTRA |  | AWRISTAPLR |  | AMFKDLLSSK |  | ELLRAETRNI |  | SATFEDLDAQ |
| VNSETGYTPE |  | DTMDSGETAQ |  | GREARQAPAS |  | RLHLSTQKMY |  | ELKTKLRCSY |
| VVNQAILSCR |  | RWFDRKHEQC |  | MKHIWVPLLT |  | HLLCLPMKFK |  | FFCGIAKVME |
| VWCRNRIPVE |  | GNFGQTYDSL |  | NQSIRGLDGE |  | FSANIDFKEE |  | KQAGVLGLNT |
| SWERVSTEVR |  | DYVYRQEARL |  | EWALGLLHVL |  | LSCTFLLVLH |  | ASFSYMDSYN |
| HDIRFDNIYI |  | STYFCQIDDR |  | RKKLGKRTLL |  | PLRKAEEKTV |  | IFPCKPTIQA |
| SEMSNVVREL |  | LETLPILLLL |  | VVLCGLDWAL |  | YSIFDTIRHH |  | SFLQYSFRSS |
| HKLEVKVGGD |  | SMLARLLRKT |  | IGALNTSSET |  | VMESNNMPCL |  | PQPVGLDARA |
| YWRAAVPIGL |  | LVCLCLLQAF |  | GYRLRRVIAA |  | FYFPKREKKR |  | ILFLYNDLLK |
| KRAAFTKLRR |  | AAILRRERQQ |  | KAPRHPLADI |  | LHRGCPLLRR |  | WLCRRCVVCQ |
| APETPESYVC |  | RTLDCEAVYC |  | WSCWDDMRQR |  | CPVCTPREEL |  | SSSAFSDSND |
| DTAYAG     |  |            |  |            |  |            |  |            |

A: Аланін

C: Цистеїн

D: Аспарагінова кислота

E: Глутамінова кислота

F: Фенілаланін

G: Гліцин

H: Гістидин

I: Ізолейцин

K: Лізин

L: Лейцин

M: Метіонін

N: Аспарагін

P: Пролін

Q: Глутамін

R: Аргінін

S: Серин

T: Треонін

V: Валін

W: Триптофан

Задіяний у такому біологічному процесі, як альтернативний сплайсинг. 
Білок має сайт для зв'язування з іонами металів, іоном цинку. 
Локалізований у мембрані.
Цей білок належить до сімейства білків, що містять домен DC-STAMP (Dendritic Cell-Specific Transmembrane Protein), і відіграє важливу роль у клітинних процесах, зокрема в імунній системі.

### Історія відкриття DCST1
1. Початкові дослідження: Інтерес до DC-STAMP доменів виник завдяки їх ролі в імунній системі, зокрема в дозріванні та функціонуванні дендритних клітин. Відкриття DCST1 було частиною більш широких зусиль у геноміці та протеоміці, спрямованих на ідентифікацію нових білків, які відіграють важливу роль у функціонуванні клітин.
2. Клонування та секвенування гена: Перші спроби клонування і секвенування гена DCST1 відбулися в контексті дослідження сімейства білків, які мають домен DC-STAMP. Вчені використовували техніки комп’ютерного аналізу геномних даних для ідентифікації гена на 1-й хромосомі, який кодує цей білок.
3. Функціональні дослідження: Після відкриття гена DCST1, науковці розпочали експериментальні дослідження його функцій. Ці дослідження включали експресію білка в різних типах клітин і аналіз його взаємодії з іншими білками та молекулами. Було виявлено, що DCST1 може бути залучений у процеси, пов'язані з клітинною адгезією, міжклітинними взаємодіями та імунною відповіддю.
4. Патологічні аспекти: Згодом було виявлено, що порушення у функціонуванні гена DCST1 можуть бути пов’язані з різними захворюваннями, зокрема аутоімунними порушеннями та деякими типами раку. Це призвело до посилення інтересу до цього білка як потенційної мішені для терапії.

### Сучасний статус досліджень
На сьогодні DCST1 є об'єктом досліджень у галузі біомедицини, зокрема у вивченні механізмів імунної відповіді та потенційного використання цього білка як біомаркера або мішені для нових терапевтичних стратегій. Дослідження продовжуються, і нові відкриття можуть розширити розуміння ролі DCST1 у здоров'ї та хворобах.